# Ngua Nam Thum
Ngua Nam Thum (tiếng Thái: งั่วนำถุม, là vị vua thứ năm của Vương quốc Sukhothai, thuộc triều đại Phra Ruang.

## Tiểu sử
Theo "Chinakalamaalikorn", Phaya Ngua Nam Thum là một trong những người con trai của Pho Khun Ban Mueang, vua của Sukhothai.
Bia ký của Poo Khun Chit Khun Chod, mô tả thứ tự các vị vua của triều đại Phra Ruang, đã ghi nhận Phaya Ngua Nam Thum sau Phaya Loe Thai và trước Maha Thammaracha I. Các nhà sử học do đó cho rằng Phaya Ngua Nam Thum kế vị Phaya Loe Thai, và sau khi Phaya Ngua Nam Thum qua đời, Maha Thammaracha I đã kế vị.
Pensupa Sukkota cho rằng việc Phaya Ngua Nam Thum lên ngôi giữa Phaya Loe Thai và Maha Thammaracha I là một sự chen ngang của dòng dõi từ Pho Khun Si Na Nao Thum giữa dòng dõi của Pho Khun Si Inthrathit. Có thể đây là một cuộc tranh giành ngai vàng từ phía dòng dõi của Si Inthrathit, và dòng dõi của Si Naow Nam Thum có thể đã chờ đợi cơ hội trong một thời gian dài trước khi chiếm được ngai vàng. Ngoài ra, các nhà sử học bảo thủ thường loại bỏ tên của Phaya Ngua Nam Thum ra khỏi danh sách các vị vua của Sukhothai vì cho rằng ông là một kẻ tiếm quyền từ việc giành được ngai vàng một cách bất hợp pháp.
Theo tính toán của Prasert Na Nagara, năm mà Phaya Ngua Nam Thum lên ngôi là năm 1866 Phật lịch (1323/24 Công nguyên). Khi lên ngôi, Phaya Ngua Nam Thum đã bổ nhiệm Maha Thammaracha I, con trai của Phaya Loe Thai, vị vua tiền nhiệm, làm Phó Vương của Si Satchanalai. Bia ký của Wat Pa Mamuang (năm 1904) ghi nhận rằng Maha Thammaracha I đã cai trị Si Satchanalai trong 22 năm trước khi xuất gia vào năm 1905 Phật lịch (1362/63 Công nguyên). Do đó, năm mà Maha Thammaracha I được bổ nhiệm làm Phó Vương là năm 1883 Phật lịch (1340/41 Công nguyên).
Bia ký của Wat Pa Mamuang cũng ghi rằng vào năm 1890 Phật lịch (1347/48Công nguyên), Maha Thammaracha I đã dẫn quân từ Si Satchanalai đến Sukhothai, tấn công và tiêu diệt tất cả kẻ thù, từ đó lên ngôi vua tại Sukhothai. Prasert Na Nagara cho rằng điều này có thể có nghĩa là Phaya Ngua Nam Thum đã qua đời vào năm 1890 và con trai của Phaya Ngua Nam Thum sẽ kế vị. Maha Thammaracha I, với vai trò là Phó Vương, đã dẫn quân đến chiếm ngai vàng và trở thành vua tiếp theo.

## Gia phả
| \| \| \| \| \| \| \| \| 4. Vua Si Inthrathit xứ Sukhothai \| \| \| \| \| \| \| \| \| \| \| \| \| \| \| \| \| \| \| \| \| \| \| \| \| \| \| \| \| \| \| \| \| \| \| \| \| \| \| \| \| \| 2. Vua Ban Mueang xứ Sukhothai \| \| \| \| \| \| \| \| \| \| \| \| \| \| \| \| \| \| \| \| \| \| \| \| \| \| \| \| \| \| \| \| \| \| \| \| \| \| \| \| \| \| \| \| \| \| \| \| 5. Sueang \| \| \| \| \| \| \| \| \| \| \| \| \| \| \| \| \| \| \| \| \| \| \| \| \| \| \| \| \| \| \| \| \| \| \| \| \| \| \| \| \| \| \| \| \| \| \| \| 1. Vua Ngua Nam Thum xứ Sukhothai \| \| \| \| \| \| \| \| \| \| \| \| \| \| \| \| \| \| \| \| \| \| \| \| \| \| \| \| \| \| \| \| \| \| |                                   |  |  |  |  |  |                                   |  |  |  |
| |                                   |  |  |  |  |  | 4. Vua Si Inthrathit xứ Sukhothai |  |  |  |
| |                                   |  |  |  |  |  |                                   |  |  |  |
| |                                   |  |  |  |  |  |                                   |  |  |  |
| |                                   |  |  |  |  |  |                                   |  |  |  |
| | 2. Vua Ban Mueang xứ Sukhothai    |  |  |  |  |  |                                   |  |  |  |
| |                                   |  |  |  |  |  |                                   |  |  |  |
| |                                   |  |  |  |  |  |                                   |  |  |  |
| |                                   |  |  |  |  |  |                                   |  |  |  |
| | 5. Sueang                         |  |  |  |  |  |                                   |  |  |  |
| |                                   |  |  |  |  |  |                                   |  |  |  |
| |                                   |  |  |  |  |  |                                   |  |  |  |
| |                                   |  |  |  |  |  |                                   |  |  |  |
| | 1. Vua Ngua Nam Thum xứ Sukhothai |  |  |  |  |  |                                   |  |  |  |
| |                                   |  |  |  |  |  |                                   |  |  |  |
| |                                   |  |  |  |  |  |                                   |  |  |  |

## Bibliography
- Na Nakhon, Prasoet (2006). Prawattisat Bettalet ประวัติศาสตร์เบ็ดเตล็ด [Historical Miscellanea] (bằng tiếng Thái). Bangkok: Matichon. ISBN 9743236007.
- Princess Maha Chakri Sirindhorn Foundation (2011). Namanukrom Phramahakasat Thai นามานุกรมพระมหากษัตริย์ไทย [Directory of Thai Kings] (bằng tiếng Thái). Bangkok: Princess Maha Chakri Sirindhorn Foundation. ISBN 9786167308258.
- SAC (2006). "Charuek Pu Khun Chit Khun Chot" จารึกปู่ขุนจิดขุนจอด [Pu Khun Chit Khun Chot Inscription]. Thai Inscriptions Database (bằng tiếng Thái). Bangkok: SAC. Bản gốc lưu trữ ngày 24 tháng 9 năm 2015. Truy cập ngày 7 tháng 9 năm 2015.
- SAC (2006). "Charuek Wat Pa Mamuang (Phasa Khamen)" จารึกวัดป่ามะม่วง (ภาษาเขมร) [Wat Pa Mamuang Inscription (Khmer Version)]. Thai Inscriptions Database (bằng tiếng Thái). Bangkok: SAC. Bản gốc lưu trữ ngày 7 tháng 3 năm 2015. Truy cập ngày 7 tháng 9 năm 2015.
- Sukhothai Studies Encyclopedia Commission, Sukhothai Studies Centre, Sukhothai Thammathirat Open University (1996). Saranukrom Sukhothaisueksa (Lem Nueng Ko Thueng Po) สารานุกรมสุโขทัยศึกษา (เล่ม ๑ ก–ป) [Sukhothai Studies Encyclopedia (Volume 1: Letters Ko–Po)] (bằng tiếng Thái). Bangkok: Sukhothai Thammathirat Open University. ISBN 9746149369.{{Chú thích sách}}:  Quản lý CS1: nhiều tên: danh sách tác giả (liên kết)